# Dang Hyang Nirartha
Dang Hyang Nirartha, conosciuto anche come Pedanda Shakti Wawu Rauh e Dang Hyang Dwijendra (Giava, ... – Bali, ...; fl. XVI secolo) è stato un viaggiatore indonesiano e personalità religiosa induista, originario dell'isola di Giava.
Fu il fondatore del culto ṡivaita a Bali.

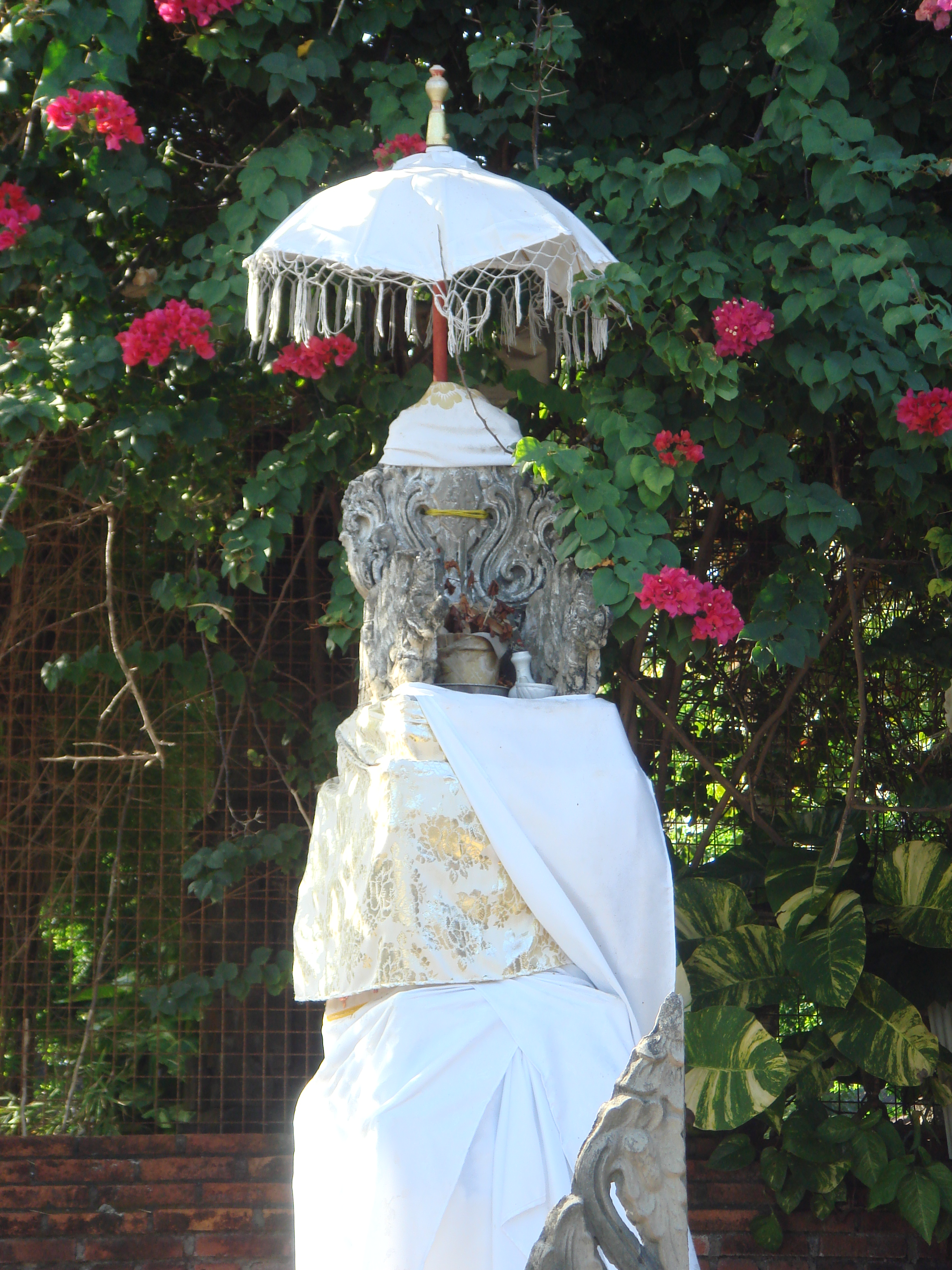
L'introduzione del Padmasana come altare per il dio supremo è uno dei risultati della riforma ṡivaita attuata da Dang Hyang Nirartha.

## Biografia
Giunse a Bali nel 1537 per diventare consigliere del re Dalem Baturenggong dopo aver lasciato Blambangan presso Giava poiché il re aveva messo gli occhi su sua moglie. Alcune leggende sostengono che compì il viaggio da Giava a Bali a bordo di una zucca, rendendo così tabu per i brahmini di Bali mangiare questo frutto.
Nel suo viaggio verso la corte di re Dalem Baturenggong si fermò presso un villaggio colpito da numerose ondate di peste negli anni precedenti. Nirartha curò gli abitanti e lasciò in dono una ciocca dei propri capelli. Gli abitanti, grati al religioso, edificarono il Tempio di Rambut Siwi dove custodirono la ciocca.
Finì i propri giorni presso il Tempio di Uluwatu dove, secondo la tradizione, raggiunse mokṣa.

## Culto religioso
Nirartha fondò numerosi templi tra cui Tanah Lot e incoraggiò la creazione di santuari padmasana all'interno di quelli esistenti. Nirartha inoltre introdusse il sistema dei "tre templi" nei villaggi balinesi. Secondo questo sistema, nel nord dell'insediamento sarebbe dovuto sorgere un tempio in onore di Brahmā, al centro per Visnù e nella zona sud per Śiva. Ciò introdotto principalmente per irrobustire il concetto induista di Trimurti.
Nirartha fu il principale responsabile del rinnovamento e dell'espansione dell'Induismo balinese. Fu un importante promotore del concetto di mokṣa in Indonesia. Fondò il culto ṡivaita, presente ovunque nell'isola ai giorni nostri. Viene onorato come avo di tutti i pedanda ṡivaiti.